# Bezstyková kolej

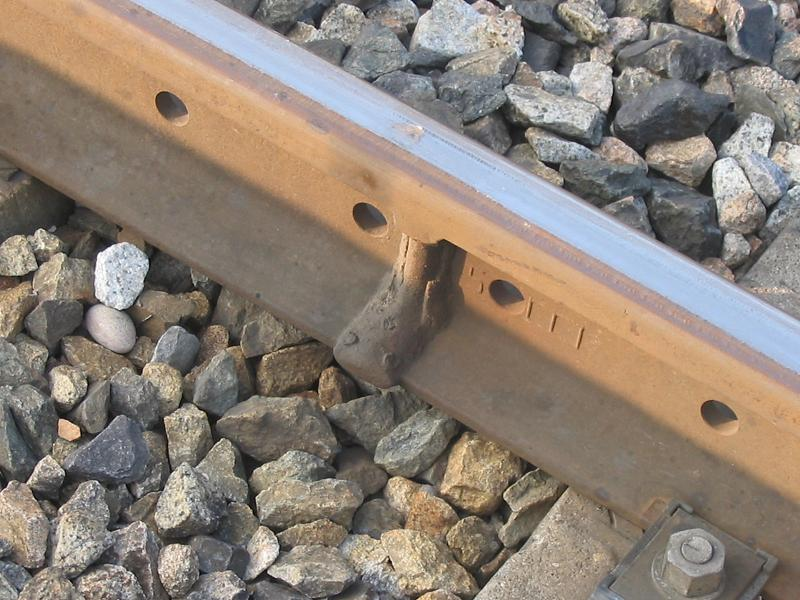
Svarový spoj

Bezstyková kolej je kolej, ve které jsou kolejnice spojovány svařováním. Vynecháním montovaných kolejnicových styků s dilatačními mezerami vznikne hladká jízdní dráha. Při jízdě vozidla po bezstykové koleji nevznikají rázy na kolejnicových stycích, což zvyšuje komfort jízdy a snižuje dynamické namáhání pojezdu i kolejnice. To má příznivý vliv na opotřebení a poruchovost vozidel i dopravní cesty.

## Historie
První pokusy s bezstykovou kolejí se datují do roku 1924 – k jejímu zřízení došlo v Německu. V roce 1930 následovaly Spojené státy a o dva roky později i Sovětský svaz. V té době se možnostmi zřizování bezstykové koleje v Československu zabýval ve svých studiích prof. Ing. Dr. Josef Vaverka, DrSc. V 50. letech se zřizování bezstykové koleje stalo běžnou praxí ve Spojených státech, v 60. letech následovalo Německo, Sovětský svaz i Československo, které se ve zřizování bezstykové koleje zařadilo na jedno z prvních míst ve světě.

## Technika

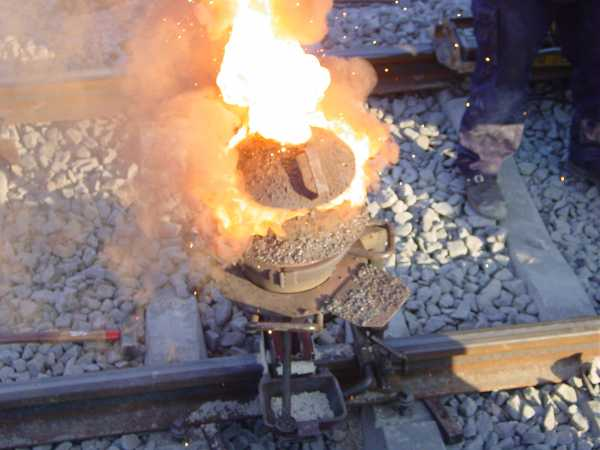
Svařování termitem

Bezstyková kolej se vytváří svařováním kolejnic. Z počátku se používalo svařování elektrickým obloukem, později se přešlo na aluminotermické svařování termitem a nejmladší (a nejkvalitnější) metodou je odporové svařování s odtavením. Technologii odporového svařování ovšem nelze použít všude, neboť při ní dochází k vzájemnému přiblížení kolejnic. Nejnověji se opět přistupuje k obloukovému svařování, kdy se používají ke svařování plněné dráty s nebo bez ochranné atmosféry a speciální podložky pro svar, které kopírují tvar kolejnice.

### Teplotní roztažnost
Kolejnice jsou v provozu vystaveny venkovnímu prostředí a tím i širokému rozmezí teplot. U kolejnicových pásů v délkách i několika kilometrů nelze uvažovat s umožněním teplotní dilatace. Dostatečně pevným upevněním kolejnic se zabrání pohybům kolejnic v podélném směru, to však přináší značně vysoká tahová (v zimě) nebo tlaková namáhání kolejnicových pásů. U kolejnice tvaru S 49 představuje každý stupeň teplotního rozdílu nárůst síly o cca 15 kN (tj. 1,5 t).
Svařování resp. upevňování kolejnic je proto třeba provádět při teplotě kolejnic odpovídající průměrné teplotě okolí, aby se omezilo namáhání při teplotních výkyvech. Předpis udává teplotu kolejnicového pásu 17–23 °C pro hlavní koleje, proto se kolejnice v zimě ohřívají. Druhou možností je kolejnice předepnout silou, která odpovídá namáhání vzniklému v kolejnicovém pásu, který byl svařován při předepsané teplotě. Tlaková napětí v kolejnicových pásech při vyšších atmosférických teplotách ohrožují stabilitu koleje. V případě nedostatečné odolnosti kolejového svršku (tzv. podbití) hrozí nebezpečí vybočení koleje v příčném směru.

### Oblouky
V oblouku se nebezpečí vybočení koleje při vysokých teplotách ještě zvyšuje. Předpis udává minimální možný poloměr oblouku pro bezstykovou kolej podle materiálu a rozdělení pražců. Pokud je potřeba zřídit bezstykovou kolej v oblouku menšího poloměru, opatřují se pražce pražcovými kotvami.

### Výhybky
Výhybky lze ve spojení s bezstykovou kolejí řešit dvěma způsoby – zřízením dilatačního zařízení před výhybkou, anebo protažením bezstykové koleje i přes výhybky.